# Енджі Крейда
Енджі Крейда, або Angy Kreyda — український альт-поп гурт, заснований в 2020 році у місті Рівне. Колектив не має постійного складу. В період з жовтня 2020 по вересень 2024 роль солістки виконувала Ангеліна Каташинська (баяністка гурту Брем Стокер з 2018 року). З листопада 2024 року і донині — солістка Анастасія Буняк. Назва проєкту, музика та тексти авторських пісень написані Олексієм Казанцевим, та записані на студії Індюк рекордз. Дискографія гурту налічує один альбом «Сію тобі в очі» (2022) та велику кількість синглів. Кліп «Враже» став популярним в YouTube у 2022 році. Пісня у виконанні Енджі Креда отримала премію Yuna як краща з 12 пісень 2022 року. Також цей трек став саундтреком української кінострічки Конотопська відьма (фільм, 2024)

## Походження назви
Назва гурту — це рандомне поєднання слів, вигаданих Олексієм Казанцевим. Також він створив легенду, що пояснює вибір цієї назви.[джерело?]

## Історія
В 2019 році Ангеліна Каташинська замінила клавішницю Олександру Мирончук в основному складі Брем Стокер. З 2019 до 2020 року Ангеліна Каташинська увійшла до акустичного складу гурту у ролі баяністки. На початку жовтня 2020 року Олексій Казанцев стартував новий проект з робочою назвою «Крейда» та запропонував Ангеліні спробувати себе в ролі вокалістки. Ідея проєкту полягала в музичному висвітленні підліткових депресій в стилі легкого альт-поп. Цей напрямок можна почути в піснях, що вийшли в світ до лютого 2022 року.
Перша пісня «Полароїд» була опублікована 12 листопада 2020 року разом з відеокліпом. Це була тестова версія майбутнього музичного напрямку, в якому Олексій планував розвиток Енджі Креда. Пісня здобула схвалення друзів та рівненських критиків, саме тому ця дата вважається днем народженням гурту.
2021 року композиція «Я і Ти» увійшла в мистецький проєкт «Так працює пам'ять», де вшанували громадського активіста Данила Дідіка.
В тому ж 2021 році Ангеліна Каташинська увійшла до складу ще одного проєкту Олексія Казанцева «Діти Підземелля», де виконувала пісні Енджі Крейда в іншому аранжуванні.
У перші тиждні повномасштабного російського вторгнення в Україну Олексій кардинально змінює напрямок творчості гурту Енджі Крейда. Виходять кавер версії пісень «Батько наш Бандера» та «Байрактар» Тараса Боровка. У цих піснях також можна почути голос на той момент дев'ятирічної сестри Ангеліни — Ярослави Каташинської.
На початку травня 2022 року в стрічці фейсбук набрав популярності вірш Людмили Горової «Сію тобі в очі». Після того, як Олексій отримав від авторки віршу дозвіл на використання тексту для пісні, почалась робота над створенням музики в телефонному режимі з Ангеліною. 22 травня голос та баян були записані вдома у Ангеліни, в селі Андрушки Попелнянського району Житомирської області. На наступний день, вже в Рівному, на балконі панельного будинку по вулиці Коновальця, Олексієм була написана музика до пісні та змонтований відеоряд на мобільному телефоні з безкоштовних футажів. 23 травня 2022 року на YouTube каналі гурту опублікована пісня «Враже» на слова Людмили Горової. Станом на 21 вересня 2024 року кліп отримав 24 473 144 переглядів.
На кінець літа 2022 року гурт відвідав Німеччину, Польщу та Нідерланди з благодійними виступами в підтримку ЗСУ.
На початку літа 2023 гурт брав участь в турі «Нескорені» разом із співачками Марта Липчей, Роксолана і Кола з метою зібрати кошти на протезування українським військовим.
З осені 2023 року до літа 2024 гурт Енджі Крейда їздив з туром по громадам Рівненської, Волинської, Хмельницької, Житомирської областей. Енджі Крейда — один з перших гуртів, який проводив благодійні виступи по маленьким містечкам і селам, де вхід був рівноцінним будь якому донату на користь ЗСУ. До літа 2024 року було проведено більше 80-ти концертів в школах громад виключно з ініціативи та власними силами учасників команди Енджі Крейда, Кароліни Коваль та Міли Бригинець.
В липні 2024 року було прийняте спільне рішення, що Ангеліна допрацює заплановані концерти гурту, та йде з колективу. 20 вересня 2024 року, Ангеліна відіграла свій останній концерт в складі Енджі Крейда. З листопада в склад гурту увійшла Анастасія Буняк, з якою гурт видає нові пісні.
Гурт Енджі Крейда і надалі проводить благодійні концерти та збори донатів на підтримку ЗСУ.
Сингли
- «Полароїд» (2020)
- «Краш» (2021)
- «Наруто» (2021)
- «Я і Ти» (2021)
- «Батько наш Бандера» (2022, переспів)
- «Байрактар» (2022, переспів)
- «НЛО» (2022)
- «Кадр»(2020)
- «Враже» (2022)
- «Сама» (2022)
- «Пульсар» (2022)
- «Новорічна» (2021)
- «Миколай» (2022, колискова)
- «Залужний» (2022, новорічна)[2]
- «Пройде зима» (2023)[3][4]

## Нагороди
| Рік  | Премія | Номінація               | Результат | Примітка | Дж.   |
| ---- | ------ | ----------------------- | --------- | -------- | ----- |
| 2023 | YUNA   | Пісня незламної України | Перемога  | «Враже»  | [ 5 ] |